# Medidas de descarbonización en la reforma propuesta del mercado eléctrico del Reino Unido
El Reino Unido se ha comprometido a alcanzar objetivos jurídicamente vinculantes de reducción de las emisiones de gases de efecto invernadero del 34% para 2020 y del 80% para 2050, en comparación con los niveles de 1990, según lo establecido en la Ley de Cambio Climático de 2008. La descarbonización de la generación de electricidad formará una parte importante de esta reducción y es esencial antes de que otros sectores de la economía puedan descarbonizarse con éxito.
Las propuestas del Gobierno para la reforma del mercado de la electricidad , publicadas en un Libro Blanco en julio de 2011, incluían tres iniciativas para fomentar la descarbonización de la generación de electricidad en el Reino Unido: un precio mínimo del carbono para complementar el régimen de comercio de derechos de emisión de la Unión Europea (EU ETS); Tarifas de alimentación que finalmente reemplazarán la Obligación de Renovables; y un Estándar de Desempeño de Emisiones para restringir el uso futuro de las formas de generación más intensivas en carbono.
Al implementar estas propuestas, el Gobierno tiene como objetivo atraer inversiones en generación con bajas emisiones de carbono, brindar seguridad de suministro a través de una combinación adecuada de fuentes de electricidad y garantizar un impacto mínimo en las facturas de los consumidores; todo ello en un momento en el que la seguridad del suministro se ve amenazada por cierres programados de las plantas existentes y tanto la demanda como, posteriormente, el precio de la electricidad están aumentando.

## Propuestas de descarbonización
El Gobierno publicó Planning Our Electric Future: A White Paper for Secure, Affordable and Low-Carbon Electricity en julio de 2011. El documento contenía tres propuestas diseñadas para fomentar la descarbonización del sector eléctrico del Reino Unido, el fundamento de la introducción y los posibles impactos. de un precio mínimo del carbono, las tarifas de alimentación y un estándar de rendimiento de las emisiones se analizan sucesivamente a continuación.

### Precio mínimo del carbono
El Régimen de comercio de derechos de emisión de la Unión Europea (EU ETS) es un sistema de tope y comercio que cubre el sector europeo de generación de electricidad y las industrias intensivas en energía. Introducido en 2005, proporciona un mecanismo mediante el cual el precio europeo del carbono puede aumentarse gradualmente para tener en cuenta las externalidades negativas, como el impacto social y medioambiental de las emisiones, que normalmente no se considerarían.
La incapacidad del mercado para reflejar el costo total del carbono se conoce como falla del mercado. La importancia de tener en cuenta el costo total del carbono en las decisiones de inversión fue destacada por la influyente Informe Stern de la economía del cambio climático, que encontró que el costo de tomar medidas para reducir las emisiones ahora es mucho menor que el costo para la economía si no se toman medidas. se toma y se requiere una adaptación en una fecha posterior.
El EU ETS opera estableciendo un límite general a las emisiones y asignando permisos negociables a los participantes en el esquema. Si un participante desea emitir más de su asignación, debe comprar permisos adicionales de un participante que no requiera su asignación completa. El precio del carbono aumenta lentamente al reducir la cantidad de créditos en circulación, aumentando gradualmente el incentivo para que las empresas busquen alternativas bajas en carbono.
En lugar de obligar a todos los participantes a reducir las emisiones en una cantidad determinada, los sistemas de límites y comercio permiten que las organizaciones individuales respondan de la manera más eficaz, ya sea reduciendo las emisiones o comprando permisos adicionales, reduciendo así el costo general de lograr reducciones de emisiones.
Sin embargo, en la práctica, aunque brinda certeza sobre el ritmo y la escala de las reducciones de emisiones de la UE, el RCDE UE no ha logrado aumentar el precio del carbono lo suficiente como para desviar el comportamiento de las prácticas intensivas en carbono. Esta falla se puede atribuir a la presencia de un excedente de créditos en el sistema, tanto por la aplicación del principio de precedente, según el cual se otorgaron permisos gratuitos a actores cuyo negocio depende completamente de la producción de emisiones, como a una falta de datos sobre las emisiones reales cuando se estableció el límite original.
Las fallas identificadas no son fallas del sistema de tope y comercio en sí, sino fallas en su implementación. El comercio de derechos de emisión sigue siendo la opción preferida del gobierno para reducir las emisiones, un enfoque también respaldado por Stern Review. Se pueden tomar medidas para mejorar la eficacia del RCDE UE; de hecho, la presencia de créditos excedentarios comenzaría a abordarse a partir de 2013, después de lo cual el límite se ajustará cada año y se reducirá el número de créditos en el sistema. Sin embargo, dado que el límite inicial parece haberse fijado demasiado alto, el precio del carbono puede permanecer bajo y sujeto a volatilidad durante algún tiempo después de esta fecha hasta que el límite se ajuste lo suficiente.
Debido en parte a fallas en la implementación del EU ETS y una discrepancia entre los objetivos de reducción de emisiones de la UE y el Reino Unido, el esquema de la UE no es consistente con el ritmo y la escala de cambio requeridos para cumplir con los objetivos de descarbonización del Reino Unido. Como tal, el precio del carbono establecido por el EU ETS no ha sido lo suficientemente seguro o alto para fomentar una inversión suficiente en la generación de electricidad con bajas emisiones de carbono en el Reino Unido. Por lo tanto, el gobierno del Reino Unido ha identificado que se requieren incentivos adicionales para garantizar que se continúe avanzando hacia el cumplimiento de los objetivos de reducción de emisiones del Reino Unido. Además, las medidas deben ser coherentes con el RCDE UE para que el Reino Unido pueda seguir operando dentro del esquema hasta que ya no se requiera un incentivo adicional. La introducción del precio mínimo del carbono tiene como objetivo lograr estos objetivos.
Establecer un precio mínimo del carbono evitará que el precio del carbono en el Reino Unido caiga por debajo de un nivel objetivo al aumentar el precio del carbono establecido por el EU ETS cuando sea necesario. El nivel objetivo elegido por el gobierno debe ser lo suficientemente alto como para proporcionar una señal clara a los inversores de que la generación de electricidad con bajas emisiones de carbono representa una inversión segura a largo plazo. Un objetivo secundario es fomentar un cambio en las decisiones de despacho para la generación existente, favoreciendo el uso de generación menos intensiva en carbono sobre formas más tradicionales cuando ambas estén disponibles. El precio mínimo del carbono está destinado a proporcionar una mayor certeza sobre los precios futuros del carbono, protegiendo a los inversores en iniciativas bajas en carbono del Reino Unido de la volatilidad del precio del carbono de la UE. Esto tiene el efecto de reducir la cantidad de riesgo al que están expuestos los inversores y disminuir el costo de capital para inversiones bajas en carbono.
Al establecer el precio mínimo de carbono, el gobierno debe lograr un equilibrio entre fomentar las inversiones en generación con bajas emisiones de carbono sin afectar injustamente a los generadores existentes, socavar la competitividad de la industria del Reino Unido o aumentar indebidamente los precios de la electricidad. Por estas razones, la introducción de un precio mínimo de carbono es insuficiente por sí sola para generar una inversión suficiente y se complementa con un cambio propuesto en el mecanismo de apoyo para la generación de bajas emisiones de carbono a una forma de tarifa de alimentación , que se analiza a continuación.

### Tarifa de alimentación
Una tarifa de alimentación (FIT) proporciona un nivel fijo de ingresos para un generador bajo en carbono durante un período de tiempo específico. Hay tres tipos principales: un Premium FIT ofrece un pago estático además de los ingresos obtenidos por la venta de electricidad en el mercado; un FIT fijo proporciona un pago estático diseñado para reemplazar cualquier ingreso de la venta en el mercado de la electricidad; y un FIT con contrato por diferencia (CfD), donde se realiza un pago variable para asegurar que el generador reciba la tarifa pactada asumiendo que vende su electricidad a precio de mercado.
Un FIT con CfD es la opción preferida por el gobierno, ya que se considera que es la más rentable y, al mismo tiempo, conserva una cantidad adecuada de exposición a las fuerzas del mercado. El requisito de vender electricidad en el mercado anima a los operadores a tomar decisiones eficientes sobre el despacho y el mantenimiento, dado que se pueden obtener ingresos por encima de la tarifa pactada si la electricidad se vende por encima del precio medio del mercado. El contacto con el mercado se eliminaría por completo con un FIT fijo, lo que podría conducir a decisiones operativas subóptimas, y demasiado grande con un FIT Premium, exponiendo en exceso a los operadores a la incertidumbre del precio de la electricidad en el futuro.
Se propone que las tarifas de alimentación con contratos por diferencia (FIT CfD) sustituyan al mecanismo de apoyo actual, la Obligación de Renovables (RO), en 2017 después de ejecutarse en paralelo a partir de 2013. La Obligación de Renovables fomenta la generación de electricidad a partir de energías renovables fuentes mediante la concesión de Certificados de Obligación Renovable (ROC) a los generadores. Los Certificados de Obligación de Energía Renovable proporcionan una fuente adicional de ingresos, ya que pueden venderse a proveedores que están obligados a obtener una cantidad cada vez mayor de la electricidad que proporcionan a partir de fuentes de energía renovable.
La Obligación de Renovables ha tenido éxito en fomentar el desarrollo de formas bien establecidas de energía renovable, como el gas de vertedero y la energía eólica terrestre, pero ha tenido menos éxito en llevar tecnologías menos desarrolladas a la competitividad del mercado. La elaboración de modelos de escenarios de despliegue futuro indica que se requeriría una contribución significativa de tecnologías menos maduras que carecían de incentivos suficientes para convertirse en alternativas viables en el marco del esquema original de obligaciones renovables. La obligación de energías renovables tampoco se aplica a la generación nuclear.
Otras críticas a la Obligación de Renovables en su forma original incluyeron la incertidumbre sobre el precio de un Certificado de Obligación de Renovables, que varía según la demanda y podría reducirse significativamente si la cantidad de electricidad producida a partir de fuentes de energía renovable se acerca al nivel de la obligación. La presencia de este riesgo actuó como un incentivo perverso para que el mercado no cumpliera con la obligación.
La Obligación de Renovables también ha sido criticada por actuar como una barrera de entrada para los pequeños generadores, y solo las grandes empresas pueden superar los altos costos de transacción y los altos riesgos de inversión asociados con el mecanismo. Cualquier reducción del riesgo mejoraría el acceso a los mercados de capitales, lo que es especialmente importante para las pequeñas empresas que no pueden financiar proyectos solo desde su balance.
Las reformas de la obligación de las energías renovables desde su introducción en 2002 han tenido como objetivo abordar estos problemas. La introducción de las bandas en 2009 permitió aumentar los incentivos para las tecnologías de energía renovable que están más alejadas del mercado, mientras que la cantidad de apoyo a las tecnologías bien establecidas podría reducirse para evitar el exceso de subvenciones. La introducción del margen superior garantizado, también en 2009, eliminó el riesgo de una caída significativa en los precios de la República de China al establecer el nivel de obligación para garantizar que siempre haya suficiente demanda de las República de China. Las tarifas de alimentación se introdujeron en 2010 como una alternativa a la Obligación de Renovables para proyectos de menos de 5MW con el objetivo de simplificar el proceso y eliminar las barreras de acceso para los generadores más pequeños. El esquema de Obligación de Energía Renovable también se amplió para aliviar las preocupaciones sobre la duración finita y limitada de las subvenciones.
Mitigar algunos de los riesgos asociados con el mecanismo de apoyo es una alternativa para aumentar el nivel de apoyo. A pesar de las reformas a la obligación de energías renovables detalladas anteriormente, persistieron algunos riesgos, como la incertidumbre sobre los precios futuros de la electricidad. La introducción de una tarifa de alimentación para respaldar toda la generación con bajas emisiones de carbono aborda con éxito este riesgo, que debería traducirse en un costo de capital reducido. Por lo tanto, la introducción de una tarifa de alimentación tiene como objetivo reducir el costo de suministro de electricidad con bajas emisiones de carbono. Las tarifas de alimentación pueden no ser tan eficientes a corto plazo, pero brindan estabilidad a largo plazo, incentivos y recursos para ahorros de eficiencia que permitan reducir las tarifas en el futuro.
Puede crearse incertidumbre política debido a cambios excesivos en el mecanismo de apoyo. El Gobierno ha tomado medidas para mitigar este riesgo publicando calendarios y consultando con la industria sobre la escala y el ritmo de las reformas, realizando una evaluación de impacto, superponiendo la introducción de tarifas de alimentación con la obligación de energías renovables por un período de cuatro años. y el compromiso de continuar brindando apoyo a los esquemas existentes bajo la Obligación de Renovables. A pesar de estas medidas, la introducción de un nuevo esquema de incentivos corre el riesgo de provocar una pausa en la inversión si los inversores no están seguros de cómo funcionará el esquema o si no están seguros de si representa una buena inversión.
Además de reformar el mecanismo de apoyo, el Gobierno está tomando simultáneamente medidas para abordar otras barreras al despliegue, como los retrasos causados por el sistema de planificación y la disponibilidad de conexiones a la red. La Hoja de Ruta de las Energías Renovables, publicada por el Gobierno en 2011, identifica las principales barreras para el despliegue y los niveles de despliegue potenciales para cada forma de energía renovable y detalla cómo se superarán estos obstáculos.

### Estándar de rendimiento de emisiones
Los incentivos de descarbonización proporcionados por el precio mínimo del carbono y las tarifas de alimentación se complementan aún más con la introducción propuesta de un Estándar de rendimiento de emisiones (EPS) para limitar la cantidad de dióxido de carbono que las nuevas centrales eléctricas pueden emitir por kWh de electricidad generada. Se considera que se requiere una Norma de Desempeño de Emisiones en caso de que los incentivos de mercado detallados anteriormente no sean suficientes por sí mismos para desviar al sector eléctrico de las formas de generación más intensivas en carbono.
El nivel en el que se establece el EPS reconoce que la generación de combustibles fósiles en la actualidad todavía tiene un papel importante que desempeñar para garantizar la seguridad del suministro, proporcionando una carga base estable y flexibilidad, mientras que al mismo tiempo mantiene la coherencia con los objetivos de descarbonización al evitar la construcción de nuevas centrales eléctricas de carbón sin tecnología de captura y almacenamiento de carbono y manteniendo precios de la electricidad asequibles.
El EPS propuesto solo se aplica a la generación de electricidad y se establece en un nivel para equilibrar el cumplimiento de los objetivos de descarbonización con el costo de la electricidad. Usando el argumento de que descarbonizar la electricidad es clave para descarbonizar los suministros de energía del Reino Unido, muchos comentaristas han criticado al gobierno de HM por no introducir un EPS de electricidad 2030 mucho más oneroso. Este argumento se basa en la suposición incorrecta de que el gas no se puede descarbonizar económicamente a gran escala.
Normalmente, la síntesis de metano produce alrededor de un 55% de CO2 y un 45% de CH4. La separación de estos gases en dos corrientes para inyectar gas natural sintético (SNG) en la red de gas deja CO2 de alta pureza y alta presión como un subproducto de desecho disponible para su uso en CCS a un costo marginal de captura y compresión casi nulo. Si se utiliza un 45% de biogénico: 55% de combustible mixto fósil para producir SNG con CCS, se producen cero emisiones netas de CO2. Este concepto se denomina Gas de bajo carbono (LCG). En EE. UU., Se llama Carbon Neutral SNG. El costo marginal típico de reducción del carbono para la producción de LCG es de alrededor de 40 a 50p / tonelada de CO2 supercrítico.
El gas es un recurso de energía primaria almacenable, mientras que la electricidad es un vector de energía secundaria instantánea. La energía fluye de la red de gas, pero viceversa. En el Reino Unido se almacena 250 veces más energía como gas que como electricidad. El costo de capital de la transmisión de gas es 1/15 del costo por MWkm de transmisión de electricidad. 5 veces más energía fluye a través de la red de gas que la red eléctrica en el pico de demanda de invierno.
El gas es típicamente 1/3 del costo por unidad de energía de la electricidad. El gas carbono negativo se puede producir a partir de residuos mixtos, biomasa y carbón a gran escala a un costo de alrededor de 45 a 50 p / termia, 1/6 de DECC y el costo proyectado de OFGEM para 2030 por unidad de energía de electricidad descarbonizada de £ 100 / MWh.
La tecnología para producir grandes cantidades de gas natural sintético (SNG) de bajo costo fue desarrollada conjuntamente entre el Ministerio de Combustible y Energía de HM y British Gas Corporation entre 1955 y 1992, con el fin de abastecer la totalidad de la demanda de gas del Reino Unido después de 2010 cuando Se preveía que se acabaría el gas del Mar del Norte. Los elementos clave de la tecnología SNG de British Gas se están utilizando actualmente en la planta de SNG más grande y de más larga duración del mundo con captura y secuestro de carbono (CCS) en Great Plains en Dakota, y se están desarrollando a escala industrial en China en el marco del actual período 2010-2015. Plan de cinco años.
Una simple modificación de la tecnología SNG de British Gas permitirá producir SNG carbono negativo a una presión de 60 bar y CO2 supercrítico de alta pureza a una presión de 150 bar, con una pérdida neta de eficiencia energética cercana a cero o con un coste adicional. El SNG con carbono negativo se puede utilizar para generar electricidad con carbono negativo a un costo menor que el gas fósil o la electricidad establecidos. Dado que tanto la electricidad como el gas se pueden descarbonizar con la misma facilidad y con costos casi iguales, no es necesario introducir un EPS oneroso con el fin de `` exprimir '' en gran medida la generación de electricidad a gas fuera de la red para 2030. propuso que se introduzcan objetivos tecnológicos neutrales en energías renovables y descarbonización tanto para el gas con bajo contenido de carbono como para la electricidad, con los Contratos por Diferencias tanto para el gas con bajo contenido de carbono como para la electricidad con bajo contenido de carbono, los "precios de ejercicio" relativos se establecerán por referencia a la relación histórica entre el precio del gas y la electricidad. Esto distribuirá la descarbonización rentable por igual en las redes de gas y electricidad, y su infraestructura asociada.
La versión final promulgada de la Ley de Energía de 2013 incluyó una enmienda tardía: el Anexo 4 a la Sección 57 de la Ley. El Anexo 4 permite que cualquier planta de gasificación, planta de CCS y dos o más plantas de energía asociadas, o cualquier parte de las mismas, se consideren como un sistema único para la determinación de las emisiones antropogénicas netas de CO2 y la generación de electricidad con bajas emisiones de carbono. El Programa no dice nada sobre qué combustible se puede utilizar para la gasificación; cómo funcionan o están interconectadas las plantas de gasificación y CCS, y qué tipo de vector de energía gaseosa fluye desde las plantas de gasificación y CCS a las dos o más centrales eléctricas, o cualquier parte de las mismas. Por lo general, los vectores de energía gaseosa utilizados para la generación de energía son: gas de síntesis (también conocido como Syngas o Towns Gas - una mezcla de CO, CO2, H2 y CH4); Hidrógeno (H2) o metano (también conocido como gas natural, gas natural sintético o biometano - CH4).
Cualquiera de los vectores de gas anteriores podría cumplir con los términos del Anexo 4. En realidad, la única red de transmisión de gas en el Reino Unido que conecta dos o más plantas de energía es la red de gas existente en el Reino Unido. Por lo tanto, siempre que el metano inyectado en la red haya tenido sus emisiones de carbono antropogénicas compensadas en la fuente mediante el uso de combustibles biogénicos, CCS o una combinación de ambos, dicho metano cumplirá con los términos de la Ley de Energía, y los generadores que queman tales El gas para producir electricidad con bajas emisiones de carbono será elegible para recibir apoyo mediante Contratos por Diferencias. DECC ha confirmado que dicho plan es elegible para el apoyo de CfD.
Dado que el metano de compensación de carbono inyectado en la red de transmisión de gas de alta presión se distribuirá por igual a todos los usuarios finales de gas: transporte, calor, industria y generadores de energía, los ingresos mejorados obtenidos por las centrales eléctricas de gas respaldadas por CfD se pueden utilizar para suscribir la descarbonización de la rejilla de gas.

## Resumen
En combinación, la introducción de un precio mínimo del carbono y las tarifas de alimentación actuarían como dos señales económicas claras para el mercado con el objetivo de alentar una respuesta del mercado al desafío de descarbonizar el sector de generación de electricidad del Reino Unido. El Estándar de Desempeño de Emisiones es un respaldo regulatorio diseñado para complementar los incentivos para la generación baja en carbono al prevenir la construcción adicional de las formas de generación más intensivas en carbono.
A medida que la necesidad de acción para cumplir con los objetivos de reducción de emisiones del Reino Unido se ha vuelto más urgente, el gobierno ha proporcionado un mayor nivel de dirección a través de incentivos y regulaciones basados en el mercado. El Gobierno ha intervenido para garantizar que las señales del mercado proporcionadas por el precio del carbono y los incentivos para la generación con bajas emisiones de carbono sean lo suficientemente fuertes como para fomentar una inversión suficiente en la descarbonización.
El Gobierno se ha mostrado reacio a intervenir en el pasado, prefiriendo en cambio ceder a las fuerzas del mercado, pero, como lo ilustra la evolución de la Obligación de Renovables, el Gobierno ha encontrado cada vez más necesario desempeñar un papel más estratégico. El requisito de intervención gubernamental no significa necesariamente que los mercados no puedan realizar los cambios requeridos; de hecho, los mecanismos de mercado siguen siendo la opción preferida para descarbonizar el suministro de electricidad del Reino Unido, solo que deben diseñarse e implementarse de tal manera que se cumplan la escala y el ritmo de cambio requeridos.
No hay ningún plan para volver a la política del tipo de "mando y control" anterior a la privatización. En cambio, los marcos de políticas, el diseño de mercados y la regulación son las herramientas mediante las cuales el Gobierno busca impulsar la inversión en proyectos de energía que se consideran compatibles con los objetivos de las políticas. En otras palabras, el mercado todavía decide, pero el gobierno diseña el marco del mercado de una manera que influye en la decisión.